# Jamides sundara
Jamides sundara är en fjärilsart som beskrevs av Hans Fruhstorfer 1921. Jamides sundara ingår i släktet Jamides och familjen juvelvingar. Inga underarter finns listade i Catalogue of Life.